# José Nery
José Nery Azevedo (Pedra Branca, 27 de março de 1959) é um professor e político brasileiro filiado ao Partido Socialismo e Liberdade (PSOL).

## Biografia

### Carreira política
Nascido no Ceará é radicado desde 1985 no Pará, José Nery é graduado em Geografia pela Universidade Federal do Pará.
Foi eleito vereador de Abaetetuba em 1996 pelo Partido dos Trabalhadores, obtendo 645 votos, reeleito em 2000 pelo mesmo partido, com 921 votos.
Fundador da Central Única dos Trabalhadores (CUT), Nery apoiou e assessorou atividades de formação sindical no Pará, em especial das entidades da região de Guajarina. De 1993 a 1995, foi diretor do Sindicato dos Empregados em Atividades Culturais Recreativas e de Assistência Social do Pará. Nery exerceu ainda três mandatos de vereador em Abaetetuba (de 1997 a 2005 pelo PT, e, até 2007, pelo PSOL).
É notória a sua posição política de oposição à Família Barbalho, a quem acusa de massacrar o povo do estado do Pará, de iludir a população pelo uso abusivo dos meios de comunicação e de estar constantemente envolvida em desvios de verbas e corrupção.
Em 2002 foi primeiro-suplente da senadora eleita Ana Júlia Carepa. Já havia concorrido como suplente de Carepa ao Senado nas eleições de 1998, não logrando êxito.
Em 2004 conquistou o terceiro mandato na Câmara Municipal de Abaetetuba, dessa vez com 1 407 votos.
Em 2005, junto ao grupo político do ex-prefeito de Belém, Edmilson Rodrigues, Nery filia-se ao PSOL, por onde sai candidato nas eleições de 2006, para o cargo de deputado estadual, tendo conseguido 1 721 votos, sem ter sido eleito, nem ajudado seu partido a conquistar o quociente para eleger pelo menos um deputado. Azevedo afirma que o PT abandonou compromissos históricos ao chegar ao poder. Segundo ele, o PSOL vai manter a posição crítica se não houver mudanças na política do governo petista.

### Senador da República
Nas mesmas eleições, sua titular, a senadora Ana Júlia Carepa é eleita governadora do Pará: José Nery e setores de seu partido prestam apoio à candidatura de Carepa no segundo turno. Assume a vaga no Senado Federal em 3 de janeiro de 2007, para cumprir o restante do mandato. Ao assumir, disse que faria oposição ao governo do presidente Luiz Inácio Lula da Silva (PT).
O suplente de Ana Júlia destacou que o foco da atuação no Senado será “o povo”. “Nós do PSOL vamos trabalhar para o cidadão ter mais espaço no debate das políticas públicas. Queremos criar mecanismos para a participação popular nas decisões”, comentou.
Azevedo enfatizou que, em Brasília, “estará a serviço dos movimentos sociais”. “Vou fazer a defesa das políticas públicas para os ribeirinhos, para os quilombolas. Vou lutar pela reforma agrária, pelo apoio às populações urbanas que sobrevivem na periferia das grandes cidades.”
Além disso, ele promete cobrar do governo maior fiscalização às grandes empresas mineradoras da Amazônia. “Muitos projetos se instalam e criam problemas sociais e ambientais, mas não oferecem uma contribuição à melhoria da população nos entornos dos projetos”, afirmou.
Foi considerado um dos mais atuantes do Congresso Nacional. Concorreu a uma vaga de deputado estadual na Assembleia Legislativa do Pará, porém não logrou êxito. Após esse revés, engajou-se na Campanha  vencedora de Marinor Brito, a quem lhe sucedeu no Senado Federal, graças à Lei da Ficha Limpa.
Na presidência da Subcomissão Temporária de Combate ao Trabalho Escravo, Nery foi um dos articuladores da criação da Frente Parlamentar Mista pela Erradicação do Trabalho Escravo, em 2010. O ex-senador foi ainda o autor do projeto que deu origem à Lei 12.064/09, que instituiu o dia 28 de janeiro como Dia Nacional de Combate ao Trabalho Escravo e a Semana Nacional de Combate ao Trabalho Escravo.
Convicto de que investimentos em geração de energia elétrica não eram tão urgentes e não precisavam ser feitos para que o país não sofresse um apagão já em 2009, Nery travou um sério embate com a ministra chefe da Casa Civil, Dilma Rousseff, o senador defendia o embargo a várias obras, preocupado com o desequilíbrio ecológico que poderiam causar. José Dirceu, então Ministro-chefe da Casa Civil, teve que criar uma equipe de mediadores para tentar resolver as disputas.
Na despedida do Senado, deixou claro que vai persistir no seu trabalho: “volto a minha querida Abaetetuba, para ali continuar o sonho e a luta de ajudar a construir um Brasil justo, honesto, onde todos tenham pão, justiça e liberdade. É essa a missão a que nos dedicamos”.

### Fora Sarney
Durante todo o ano de 2009 o PSOL denunciou e fez forte pressão contra os escândalos de corrupção, em especial, do Congresso Nacional. O mais conhecido deles foi conhecido como "atos secretos". Na época, foi realizado um ato colhendo assinaturas para a instalação da CPI da “Máfia do Senado”, proposta pelo Senador José Nery do PSOL/PA. O principal alvo de denúncias era o próprio presidente da Casa. O PSOL chamou a atenção quanto a necessidade da pressão popular para o afastamento de José Sarney. Foram coletadas centenas de assinaturas a favor da CPI.
Várias entidades apoiaram a iniciativa do senador José Nery, de criação de uma Comissão Parlamentar de Inquérito (CPI) para investigar atos secretos praticados no Senado nos últimos 15 anos e também pelo afastamento imediato de José Sarney da presidência do Senado. O PSOL também defendeu a representação contra o senador Renan Calheiros no Conselho de Ética e a criação de uma CPI que aprofundasse as investigações contra ele.
A bancada do PSOL cobrou investigação da Fundação José Sarney, acusada de desviar R$ 129 mil de um convênio com a Petrobras. A Auditoria da Controladoria Geral da União (CGU) comprovou que o dinheiro foi utilizado para o pagamento de despesas de custeio. O contrato previa, como destino dos recursos, a preservação do acervo e a modernização do espaço físico. Os parlamentares cobraram a investigação do senador José Sarney (PMDB-AP), presidente vitalício da Fundação, cargo que lhe atribui responsabilidades financeiras pela entidade.

### Manifestações contra a Usina em Belo Monte
Nery, junto com mais de 500 integrantes de ONGs e movimentos sociais realizaram manifestação, em frente à sede da Aneel, contra o leilão de Belo Monte realizado em 20 de abril de 2010. O projeto visa erguer a terceira maior hidrelétrica do mundo no coração da Amazônia, e de acordo com os parlamentares do PSOL promete devastar a mata e comunidades e reduzir a corrente do rio Xingu. Na ocasião, três liminares contrárias foram derrubadas.

### Plebiscito de divisão do Pará
Em 2011, no Plebiscito sobre a divisão do estado do Pará José Nery atuou na frente parlamentar contra a divisão do Estado que resultaria em Carajás e Tapajós durante o plebiscito que consultou a população do Pará sobre a possibilidade da divisão do estado. Os eleitores paraenses responderam a duas perguntas "Você é a favor da divisão do estado do Pará para a criação do estado de Carajás?" e "Você é a favor da divisão do estado do Pará para a criação do estado do Tapajós?". O número 77 correspondeu à resposta "sim" para qualquer uma das perguntas. E o número 55 foi usado para o "não". A frente da luta em defesa do Pará, contra a Criação do estado de Carajás e Tapajós. O resultado foi 66,60% de paraenses escolheram a NÃO divisão, sendo vitorioso nas urnas em dezembro de 2011; na capital Belém a união pelo Pará inteiro foi de 95% dos belenenses que disseram NÃO à divisão do Pará.

### Após 2011
Em 2012, disputou as eleições municipais como candidato à Prefeito de Abaetetuba, pelo PSOL (sem coligação), tendo como vice o advogado Marcos Reis, apresentando-se como a via alternativa à antiga política praticada no município. Ficou em 3º lugar na apuração, computando 4 407 votos. Ele foi apoiado pela ex-ministra Marina Silva que também apoiou Edmilson Rodrigues, PSOL, na Capital Belém.
No ano de 2014 foi candidato a deputado estadual do Pará e obteve 6 881, não sendo eleito.
Nas eleições de 2016, foi candidato a vereador em Abaetetuba, obteve 1.012 votos, desta vez não sendo eleito.
Nas eleições estaduais paraenses de 2022, Nery foi cogitado a disputar o governo do Estado pelo PSOL, mas, preferiu candidatar-se a deputado federal. Recebeu 2998 votos, o que não foi o suficiente para elegê-lo ao Congresso Nacional pelo Pará.